# 卡洛斯·科英布拉·达卢斯
卡洛斯·科英布拉·达卢斯（葡萄牙語：Carlos Coimbra da Luz，1894年8月4日—1961年2月9日），巴西政治家。1954年瓦加斯自杀后的政治危机之后，卡洛斯·卢斯担任短短的16个月临时总统的第二个总统。当时若昂·卡费·菲略总统辞职，他担任众议院主席，卢斯率领政府只有两天，在1955年11月被军政府废黜。
| 前任： 若昂·卡费·菲略 | 巴西总统 | 繼任： 内雷乌·德·奥利维拉·拉莫斯 |